# Cypripedium elegans
Cypripedium elegans — вид многолетних травянистых растений секции Retinervia рода Башмачок (Cypripedium), семейства орхидных (Orchidaceae).
Относится к числу охраняемых видов (II приложение CITES).
Китайское название: 雅致杓兰 ya zhi shao lan.

## Ботаническое описание
Растения 10—15 см высотой, с тонкими, ползучим корневищем. Стебель прямостоячий, густо покрыт ворсинками, с 2 трубчатыми влагалищами у основания и 2 листьями на вершине.
Листья расположены горизонтально, яйцевидные или широкояйцевидные, 4—5 × 3—3,5 см.
Соцветие верхушечное, с 1 цветком. Прицветники яйцевидные, 1,5—2 × 0,6—0,8 см, слегка коротковолосистые. Цветок маленький; чашелистики и лепестки желтовато-зелёные с пурпурно красными полосками; губа от желтовато-зелёного до почти белого цвета, с 3 пурпурно-красными бородавчатыми полосами спереди. Спинные чашелистики эллиптически-яйцевидныйе, 1,5—2 × 0,6—1 см, голые, остроконечные; парус похож на спинные чашелистники. Лепестки ланцетные, 1,5—2 × 0,4—0,5 см, голые; губа почти шаровидная, около 1 см. Стаминодий небольшой, около 1,5 × 2 мм.

## Распространение
Китай (Тибет, Юньнань), Бутан, север Индии, Непал.
Хорошо дренированные, богатые гумусом почвы на лесных полянах, в лесах, зарослях кустарников на высотах от 2800 до 4400 метров над уровнем моря. В Гималаях часто встречается вместе с такими видами растений, как: Smilacina purpurea, Viola biflora, Fragaria nubicola, Caltha palustris, Bergenia stracheyi, Ranunculus hirtellus, Selinum vaginatum.

## В культуре
В культуре отсутствует.

## Классификация

### Таксономия
Вид Cypripedium elegans входит в род Башмачок (Cypripedium) семейства Орхидные (Orchidaceae) порядка Спаржецветные (Asparagales).
|  |                                      |  |                                                             |                                                             |                    |  | ещё 24 семейства (согласно Системе APG II) | ещё 24 семейства (согласно Системе APG II) |                         |  |  |  | ещё около 45 видов |
|  |                                      |  |                                                             |                                                             |                    |  | ещё 24 семейства (согласно Системе APG II) | ещё 24 семейства (согласно Системе APG II) |                         |  |  |  | ещё около 45 видов |
|  |                                      |  |                                                             | порядок Спаржецветные                                       |                    |  |                                            |                                            | род Башмачок            |  |  |  |                    |
|  |                                      |  |                                                             | порядок Спаржецветные                                       |                    |  |                                            |                                            | род Башмачок            |  |  |  |                    |
|  | отдел Цветковые, или Покрытосеменные |  |                                                             |                                                             | семейство Орхидные |  |                                            |                                            | вид Cypripedium elegans |  |  |  |                    |
|  | отдел Цветковые, или Покрытосеменные |  |                                                             |                                                             | семейство Орхидные |  |                                            |                                            |                         |  |  |  |                    |
|  |                                      |  | ещё 44 порядка цветковых растений (согласно Системе APG II) | ещё 44 порядка цветковых растений (согласно Системе APG II) |                    |  |                                            | ещё около 880 родов                        | ещё около 880 родов     |  |  |  |                    |
|  |                                      |  |                                                             | ещё 44 порядка цветковых растений (согласно Системе APG II) |                    |  |                                            |                                            | ещё около 880 родов     |  |  |  |                    |